# Шиковец
Шиковец (рум. Șicovăț) — село в Унгенському районі Молдови. Входить до складу комуни, адміністративним центром якої є село Мореній-Ной.

## Населення
За даними перепису населення 2004 року у селі проживали 129 осіб.
Національний склад населення села:
| Національність | Кількість осіб | Відсоток |
| -------------- | -------------- | -------- |
| українці       | 94             | 72,9%    |
| молдавани      | 30             | 23,3%    |
| гагаузи        | 5              | 3,9%     |
| Всього         | 129            | 100%     |